# The Enchanter
The Enchanter é uma novela escrita por Vladimir Nabokov em Paris em 1939. Como Волшебник (Volshebnik) foi sua última obra de ficção escrita em russo. Nabokov nunca a publicou durante seu tempo de vida. Após sua morte, seu filho Dmitri traduziu a novela em inglês em 1986 e foi publicada no seguinte ano. Sua original versão russa tornou-se disponível em 1991. A história lida com a hebefilia do protagonista e assim está ligada para e pressagia o tema Lolita.

## História do manuscrito
Nabokov mostrou para apenas umas poucas pessoas, e então perdeu o manuscrito no processo de vir para América e acreditava que ele o havia destruído. Entretanto, ele recuperou mais tarde em Ítaca, em 1959, na época que ele já havia publicado Lolita. Ele releu The Enchanter, e classificou de "preciso e lúcido", mas deixou sozinho sugerindo que eventualmente "os Nabokovs" poderiam traduzir isso. Dmitri Nabokov julgou para ser uma importante e madura obra de seu pai e traduziu e publicou postumamente. A publicada obra também contém duas notas do autor (comentários por Vladimir sobre The Enchanter), e um ensaio pós-escrito por Dmitri intitulado Sobre um Livro Intitulado The Enchanter.

## Enredo de introdução
A história é essencialmente intemporal, sem lugar, e sem nome. O protagonista sem nome é um homem de meia-idade que cobiça após um certo tipo de meninas adolescentes. Obcecado com uma específica menina que ele encontra em um parque, ele casa com sua mãe em fim para ganhar acesso para ela. A mãe, já doente, logo passa longe, e a filha é deixada em seus cuidados. Ele leva ela longe com a intenção de atrapar ela em uma interminável jornada, parando ao longo da Riviera Francesa na primeira noite de sua viagem. Enquanto ela está dormindo, ele faz seu movimento, apenas para ela acordar aterrizada e gritando. Chocado com sua própria monstruosidade, ele corre fora na rua e pula em frente de um rápido caminhão.
O protagonista está em conflito ao longo da história e tenta racionalizar seu comportamento enquanto simultaneamente sendo enojado por isso. “How can I come to terms with myself?” á sentença de abertura. Ele faz seus movimentos como um jogador de xadrez. Mas uma vez tendo alcançado seu gol, ele é horrificado pela reação da menina, e o único caminho para reconciliar sua monstruosidade é destruir a si mesmo.

## Ligação paraLolita
Nabokov mesmo chamou The Enchanter seu "pré-Lolita". Entretanto, um tem para ser cuidadoso em ligar as duas obras. Em comum é o tema da hebefilia e a básica estratégia – para ganhar acesso para a menina, o homem casa com a mãe. Entretanto, Lolita diverge significativamente de seu predecessor. Seus principais personagens são nomeados. Charlotte e Dolores têm distintos desenvolvimentos de personagem e visões, em vez que servindo como passivos peões na estratégia do hebéfilo. Dolores é uma pessoa em seu próprio direito e mesmo age sedutoramente. A resolução difere consideravelmente. Humbert Humbert é ofuscado por um rival e assassina ele, ao passo que o protagonista de The Enchanter comete suicídio. Não há rival externo em The Enchanter. Lolita retêm ecos de The Enchanter, tais como uma morte na rua (a mãe neste caso), e um hotel nomeado os "Caçadores Encantados". Lolita originou em inglês. Nabokov referiu para Lolita como seu caso de amor com a língua inglesa. Este comentário é irônico em si, porque a conclusão de Lolita é um argumento pelo hebéfilo preso e assassino que sua corrupta história é um caso de amor. A linguagem de Lolita atinge um nível de ironia e humor consideravelmente mais desenvolvido que aquele do mais prosaico The Enchanter.

## Ligação paraThe Gift
No Capítulo Dois de O Dom, Nabokov deixa Shchyogolev delinear a temática premissa de The Enchanter, nomeadamente o estratagema de um hebéfilo para casar com uma mãe a fim para obter acesso para a filha. O Dom foi escrito entre 1933 e 1938, antes de The Enchanter.

## Ensaio por Dmitri Nabokov
Ecoando Sobre um Livro Intitulado Lolita de Nabokov, seu filho adicionou seu postscript Sobre um Livro Intitulado The Enchanter para a tradução. Dmitri Nabokov apontou fora que seu pai especificamente queria "Volshebnik" traduzido como "encantador" em vez de "mágico" ou "conjurador". O mais jovem Nabokov desmascara o livro Romance com Cocaína como uma fraude que apareceu ao mesmo tempo em meados dos oitenta e foi suposto para ser uma obra publicada postumamente de Nabokov. Ele comenta sobre a complexa imagem de The Enchanter: "... a linha que ele (VN) trata é navalha fina, e a virtuosidade consiste em uma deliberada imprecisão de verbais e visuais elementos cuja soma é uma complexa... mas totalmente precisa unidade de comunicação." Ele apresenta uns poucos exemplos "especiais" de imagens únicas de seu pai, seu "humor sinistro" (a noite de núpcias, o chauffeur prenunciando Clare Quilty, o porteiro da noite Shakespeariano, o quarto deslocado). Dmitri ponta fora que na obra de seu pai, temas podem ser ecoados em posteriores obras, mas as diferenças são substanciais.